# Liolaemus

Liolaemus é um gênero bastante diversificado de mais de 220 espécies de pequenos lagartos da família Liolaemidae, que habitam a América do Sul e vivem geralmente em locais áridos, longe ou próximos do litoral. 
No Brasil, ocorrem apenas três espécies do gênero, que vivem em determinadas dunas e praias litorâneas, entre a vegetação de restinga, nos Estados do Rio de Janeiro, Santa Catarina e Rio Grande do Sul.

## Nomes populares
Lagartixa-da-areia, lagartixa-da-praia, lagarto-da-areia, lagarto-das-dunas, entre outros, são os nomes populares mais comuns dados às espécies de Liolaemus que ocorrem no Brasil. 
Porém estes mesmos nomes populares são utilizados, de forma menos frequente, a algumas outras espécies de lagartos no Brasil, como os do gênero Tropidurus.

## Espécies no Brasil
No Brasil as três espécies de Liolaemus existentes são: 
- Liolaemus arambarensis, que ocorre apenas no litoral do Rio Grande do Sul[4].

- Liolaemus lutzae, que ocorre apenas no litoral do Rio de Janeiro[1].
- Liolaemus occipitalis, que ocorre do litoral de Santa Catarina até o norte do Uruguai[2].

As três medem entre 5 a 8 cm de comprimento e apresentam muitas adaptações à vida na areia, especialmente referente à sua cor clara camuflada com a areia e capacidade de se enterrar. São ágeis e, dependendo da espécie, podem se alimentar de pequenos animais, como insetos e outros invertebrados ou também vegetais, como flores e folhas.

## Risco de extinção
As três espécies brasileiras apresentam risco de extinção, pois habitam somente algumas regiões de praias e dunas costeiras do Brasil, que têm sido destruídas pelo avanço da urbanização. As três estão incluídas na Lista Internacional de Espécies Ameaçadas da instituição IUCN, classificadas como vulneráveis.

## Galeria de imagens

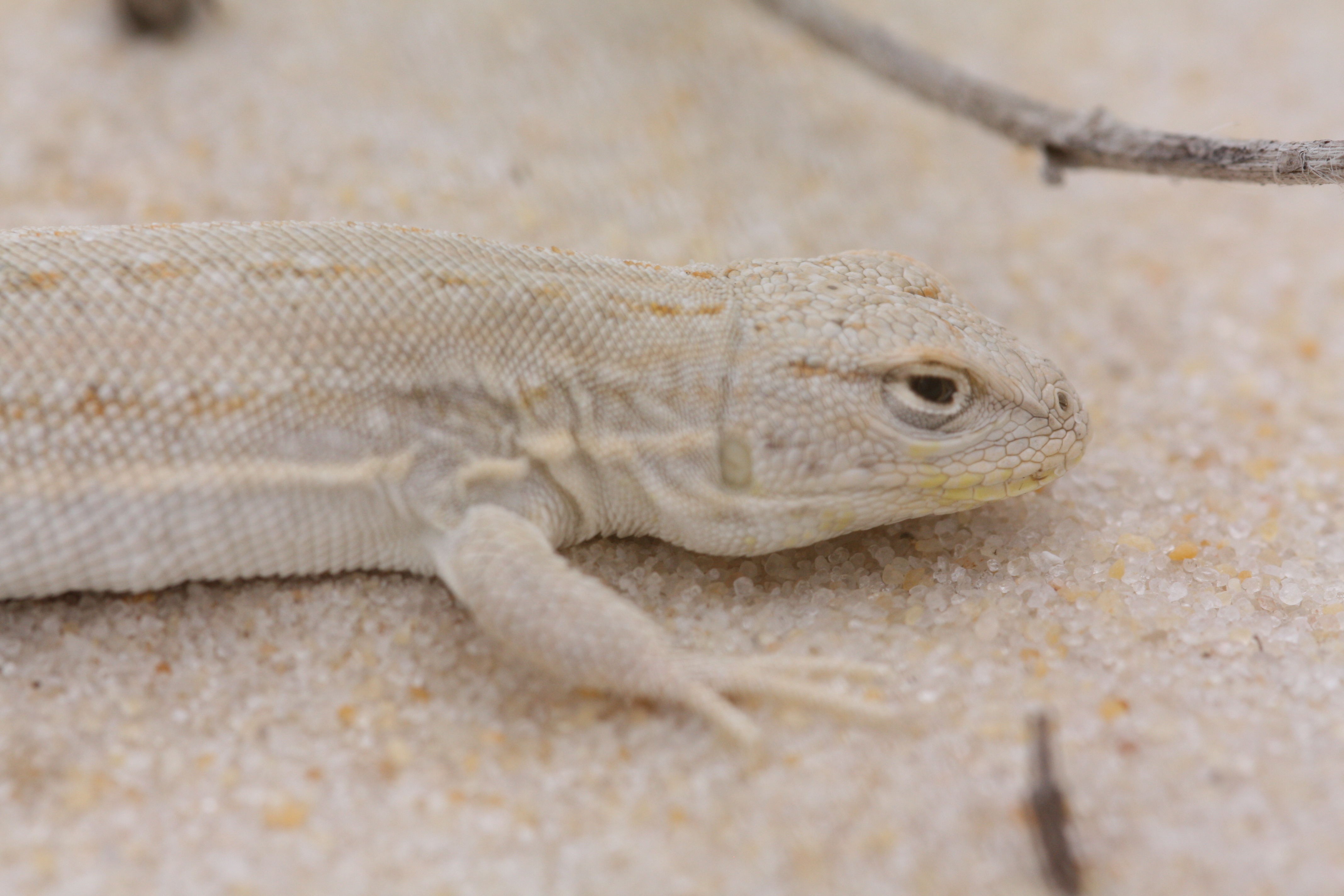
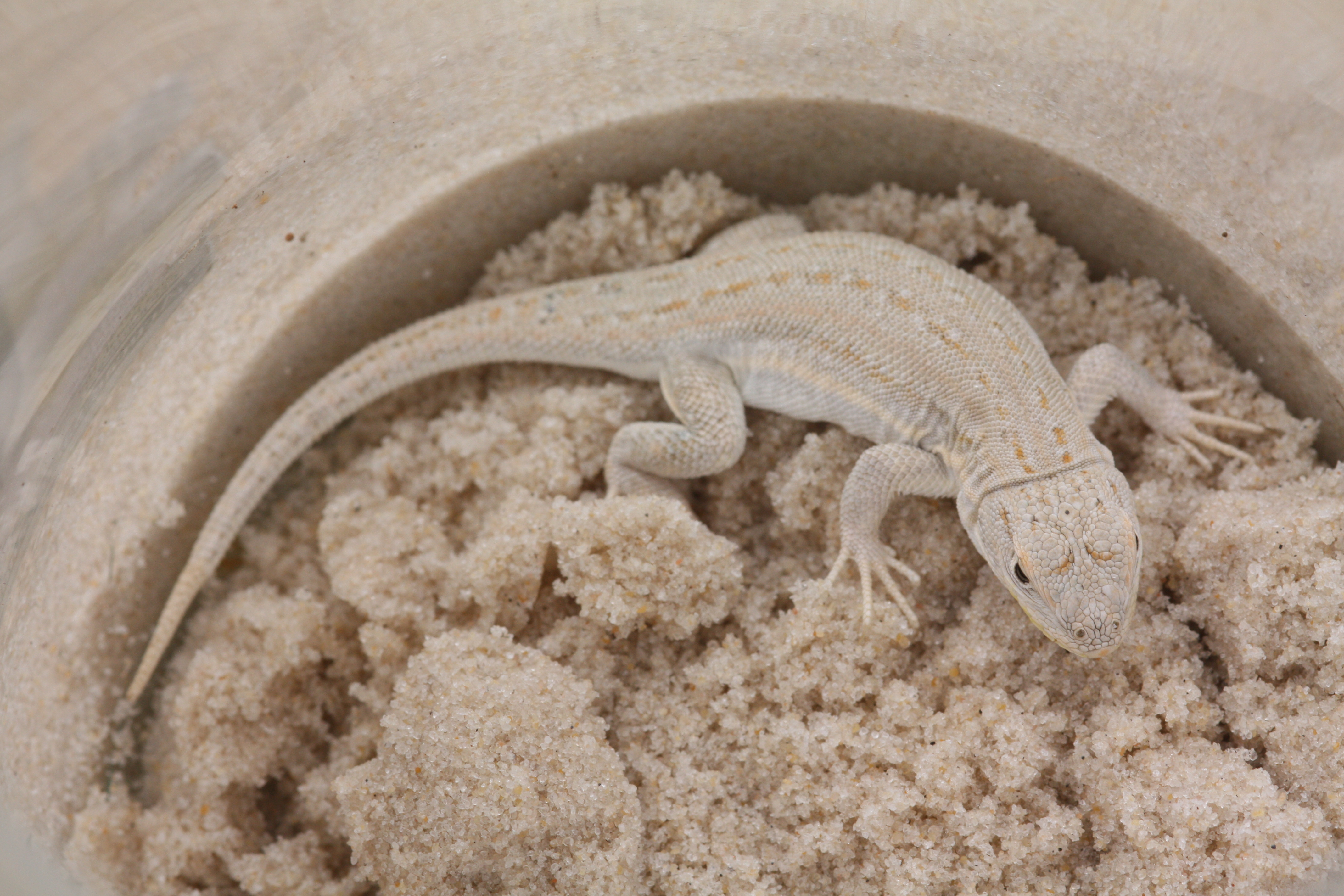
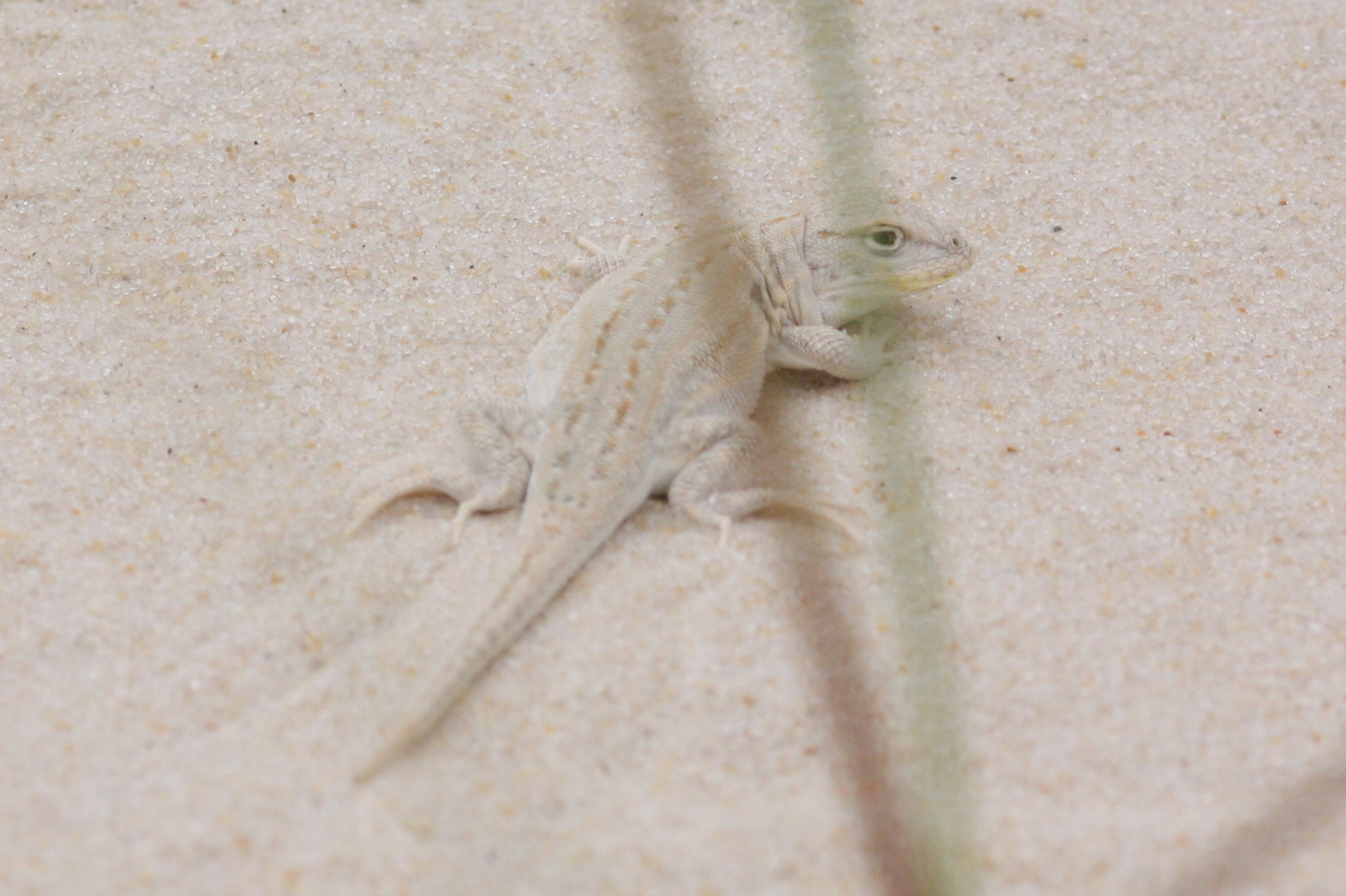
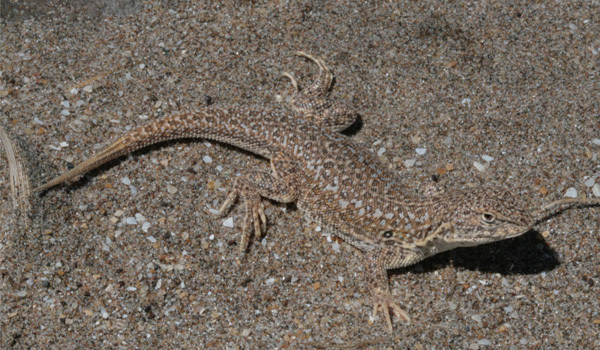
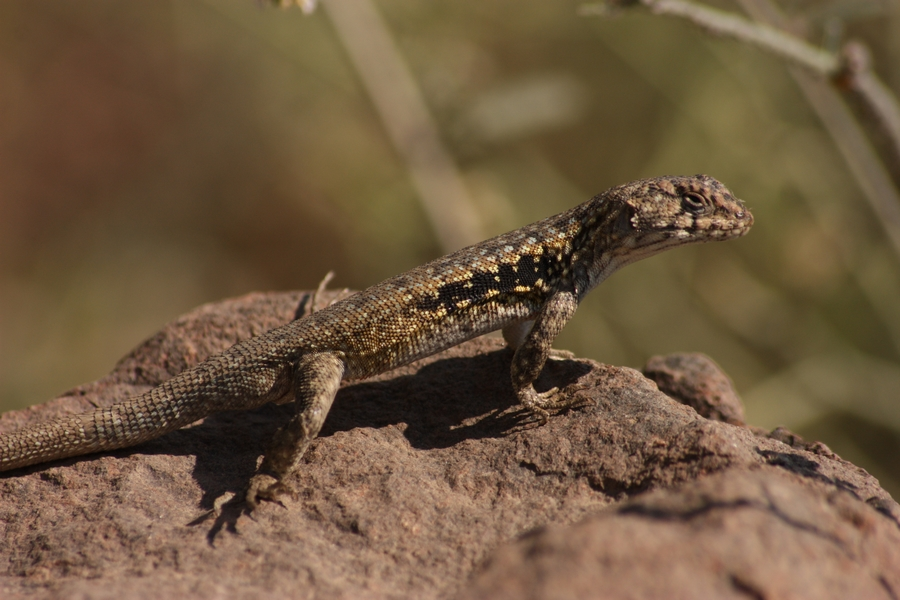
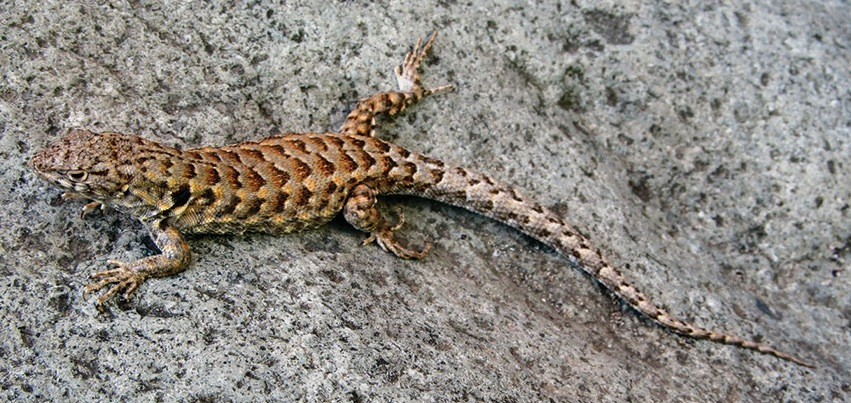
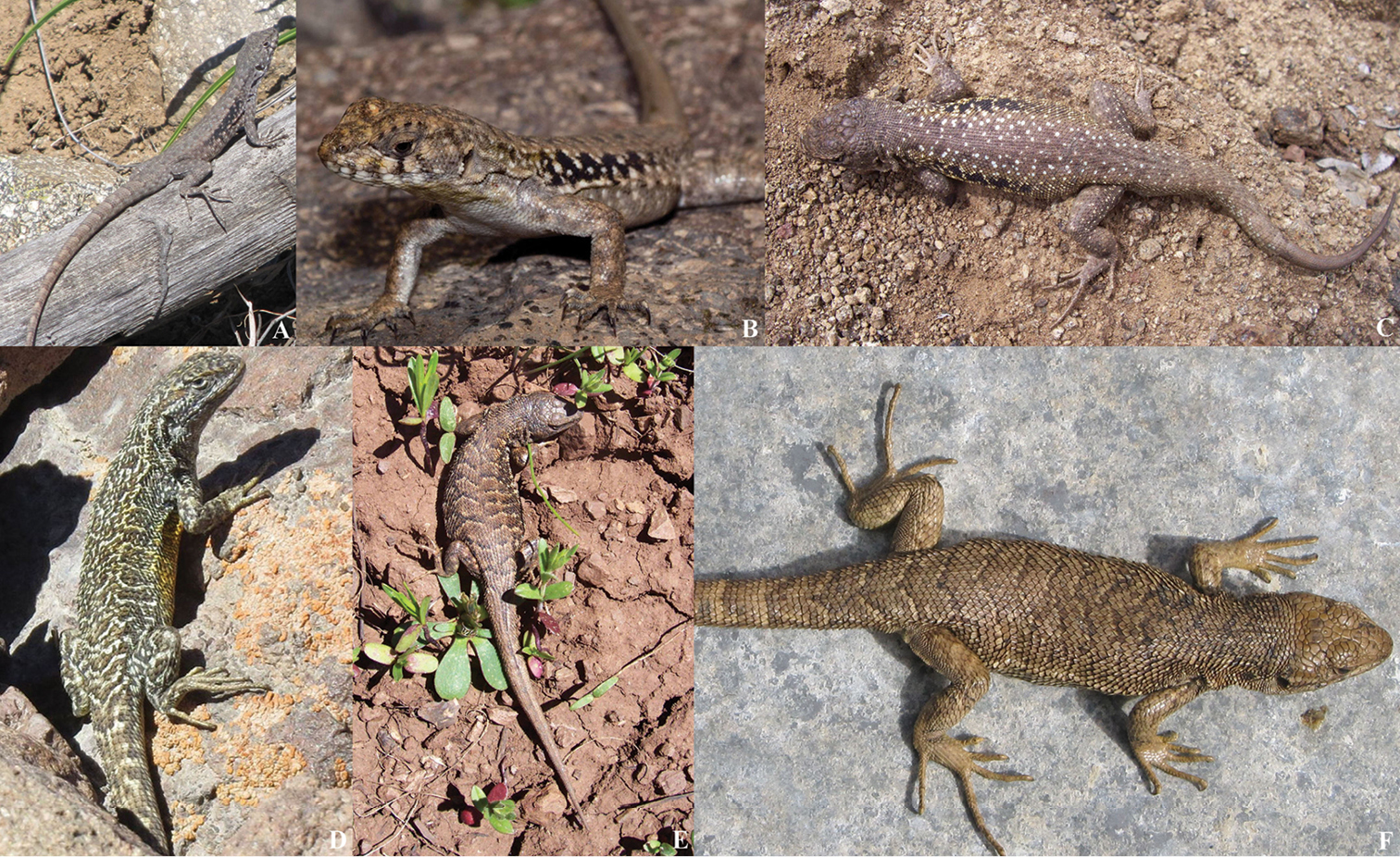
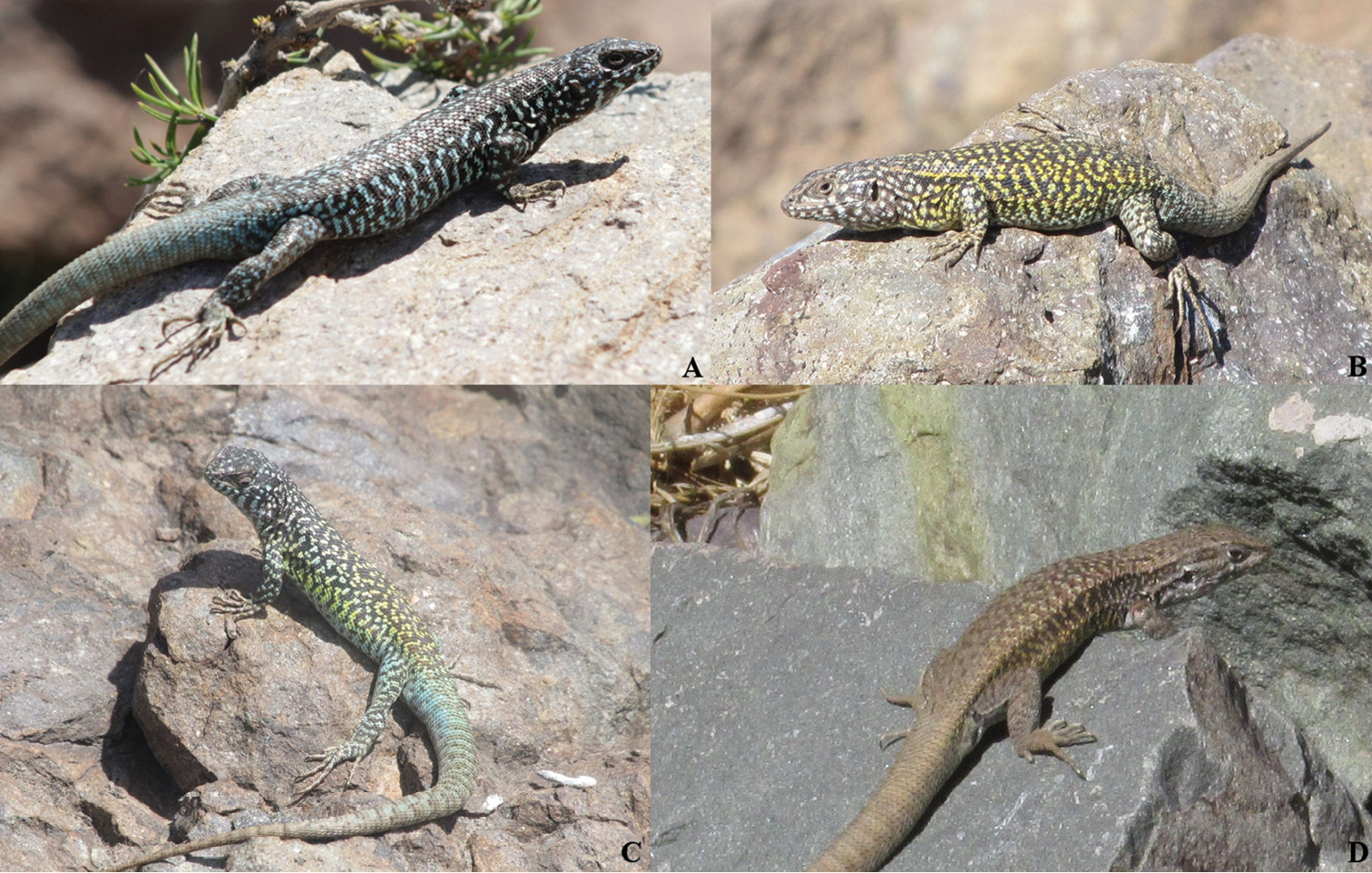
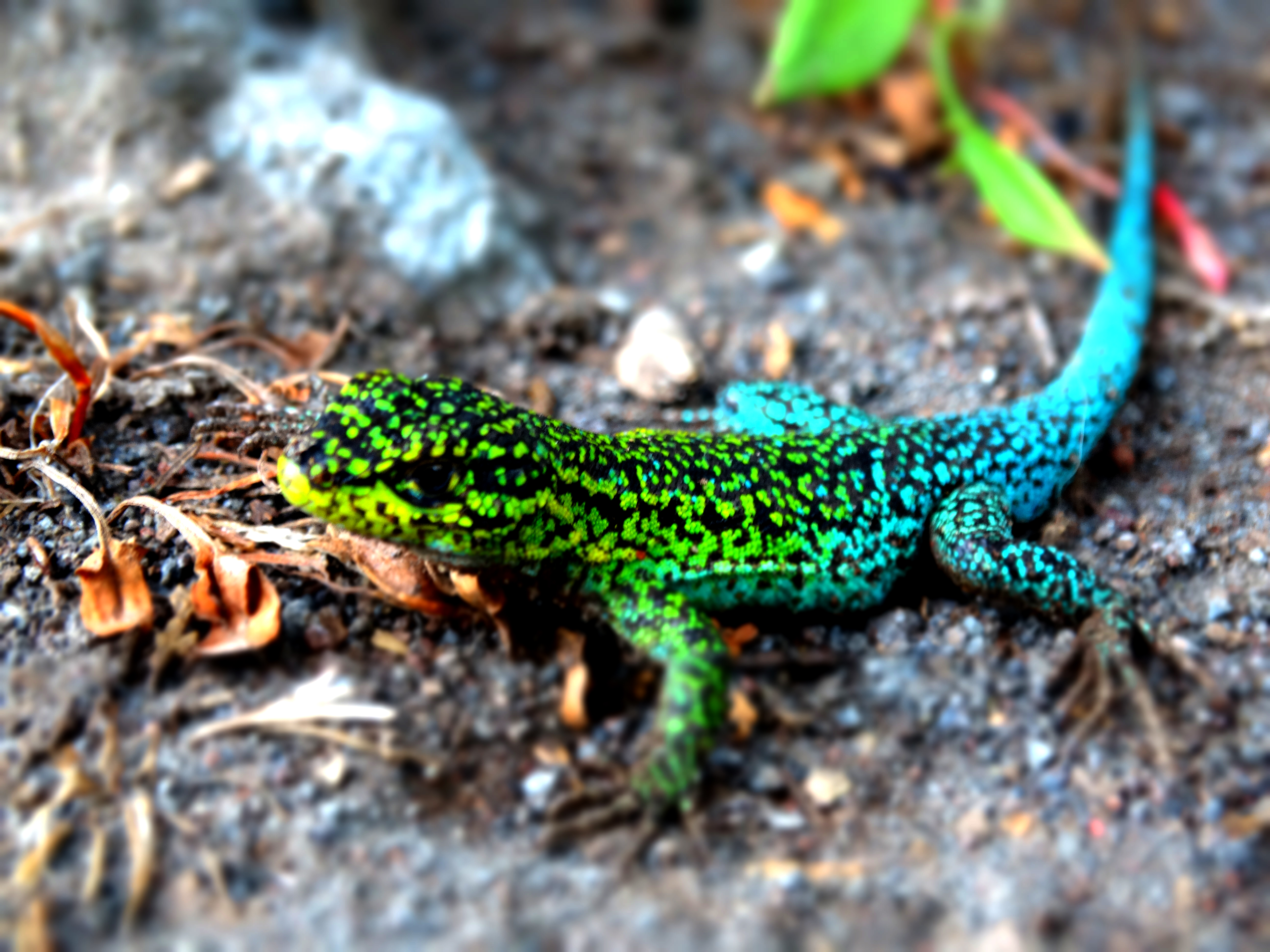
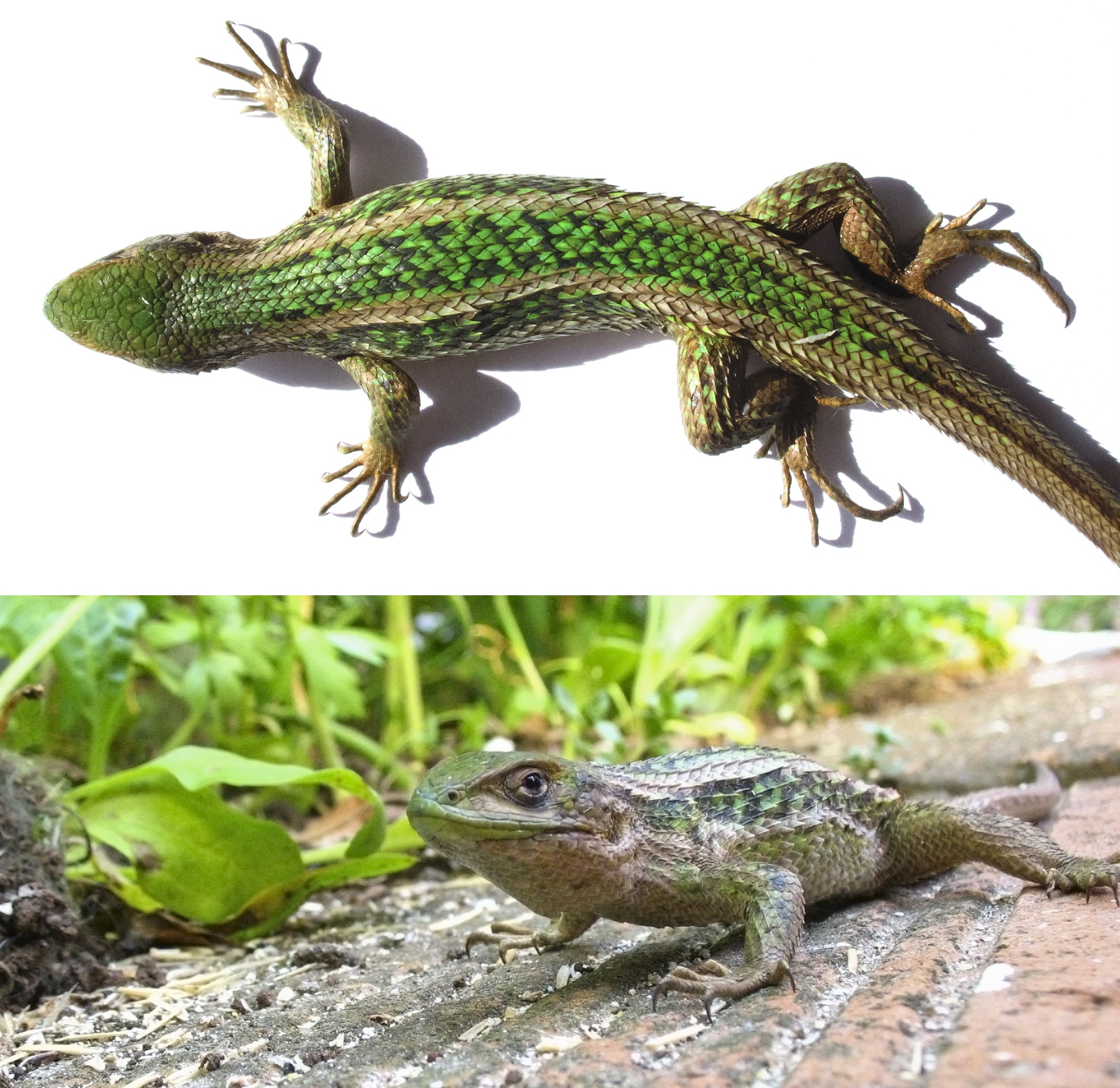